# Pseudantiora laurena
Pseudantiora laurena är en fjärilsart som beskrevs av William Schaus 1920. Pseudantiora laurena ingår i släktet Pseudantiora och familjen tandspinnare. Inga underarter finns listade i Catalogue of Life.